# Amplificatore multistadio
Un amplificatore multistadio è un  sistema di amplificazione a più stadi. Tali stadi sono disposti "a cascata", ovvero, l'uscita di un blocco equivale all'ingresso del blocco successivo.

## Guadagno
Il guadagno di tensione totale si calcola facendo il prodotto dei guadagni di tensione dei singoli blocchi:
{\displaystyle A={\frac {v_{o}}{v_{i}}}={\frac {v_{on}}{v_{in}}}\cdot {\frac {v_{o,n-1}}{v_{i,n-1}}}\cdot \ldots \cdot {\frac {v_{o2}}{v_{i2}}}\cdot {\frac {v_{o1}}{v_{i1}}}=A_{n}\cdot A_{n-1}\cdot \ldots \cdot A_{2}\cdot A_{1}}
dove {\displaystyle v_{ik}} e {\displaystyle v_{ok}} sono rispettivamente la tensione in ingresso e in uscita del k-esimo blocco. E' da notare che il guadagno del blocco k {\displaystyle A_{k}} dipende dall'impedenza di ingresso del blocco successivo {\displaystyle Z_{i,k+1}} ({\displaystyle R_{L}} per il blocco n).